# Ornebius syrticus
Ornebius syrticus är en insektsart som beskrevs av Bolívar, I. 1912. Ornebius syrticus ingår i släktet Ornebius och familjen Mogoplistidae. IUCN kategoriserar arten globalt som starkt hotad. Inga underarter finns listade i Catalogue of Life.